# 国頭地区行政事務組合
国頭地区行政事務組合（くにがみちくぎょうせいじむくみあい）は、沖縄県国頭村、大宜味村、東村の3村で構成する一部事務組合。

## 共同事務
- 消防及び救急業務に関すること
- 一般廃棄物処理施設の管理運営に関すること
- ごみの収集・運搬及び処理に関すること

## 施設
- 衛生課（やんばる美化センター） - 〒905-1411 沖縄県国頭郡国頭村字宇嘉1179-40
- 消防本部・消防署 - 〒905-1411 沖縄県国頭郡国頭村字辺土名1727
- 東分遣所 - 〒905-1204 沖縄県国頭郡東村字平良381-1

## 管内の現況
管内の人口 - 9,140人
- 国頭村 - 4,604人
- 大宜味村 - 2,913人
- 東村 - 1,623人

2019年（令和元年）8月1日現在
管内の世帯数 - 3,938世帯
- 国頭村 - 1,969世帯
- 大宜味村 - 1,229世帯
- 東村 - 740世帯

2019年（令和元年）8月1日現在
管内の面積 - 340.23 km2
- 国頭村 - 194.80 km2
- 大宜味村 - 63.55 km2
- 東村 - 81.88 km2

2018年（平成30年）10月1日現在

## 常備消防
国頭地区行政事務組合消防本部（くにがみちくぎょうせいじむくみあいしょうぼうほんぶ）は、国頭村、大宜味村、東村の3村を管轄する消防部局（消防本部）。

### 組織
消防職員の数は、2017年（平成29年）4月1日現在、47人である。
- 消防長（消防司令長）
  - 消防次長
    - 総務課
    - 警防課
    - 予防課
    - 消防署
      - 東分遣所
      - 楚洲消防吏員駐在所